# Division Nationale 2025-26
La Division Nationale 2025-26 (Nationaldivisioun en luxemburgués) es la 112.ª temporada de la División Nacional de Luxemburgo. La temporada comenzará el 2 de agosto de 2025 y terminará el 25 de mayo de 2026.
El Differdange 03 es el defensor del título tras conseguir su segundo campeonato en la temporada anterior.

## Sistema de competición
Los 16 equipos participantes jugarán entre sí todos contra todos dos veces totalizando 30 partidos cada uno. Al final de la temporada el primer clasificado obtendrá un cupo para la Primera ronda de la Liga de Campeones 2026-27. El segundo y tercer clasificado conseguirán un cupo a la Primera ronda de la Liga Conferencia 2026-27. Los últimos dos clasificados descenderán a la División de Honor 2026-27, mientras que el decimocuarto y decimotercer clasificado jugarán  el play-off de relegación contra el tercer y cuarto clasificado de la División de Honor 2025-26.
Un tercer cupo para la Primera Ronda de la Liga Conferencia 2026-27 será asignado al campeón de la Copa de Luxemburgo.

## Ascensos y descensos
| Pos. | de Division Nationale 2024-25 |
| ---- | ----------------------------- |
| 13.º | Wiltz 71                      |
| 14.º | Bettembourg                   |
| 15.º | Fola Esch                     |
| 16.º | Mondercange                   |

| Pos. | de Division d'Honneur 2024-25 |
| ---- | ----------------------------- |
| 1.º  | Mamer 32                      |
| 2.º  | Käerjéng 97                   |
| 3.º  | Atert Bissen                  |
| 4.º  | Jeunesse Canach               |

## Equipos participantes
| Equipos               | Comuna            | Estadio                    | Capacidad |
| --------------------- | ----------------- | -------------------------- | --------- |
| FC Atert Bissen       | Bissen            | Terrain ZAC Klengbousbierg | 1 500     |
| FC Differdange 03     | Differdange       | Stade du Thillenberg       | 6 300     |
| F91 Dudelange         | Dudelange         | Stade Jos Nosbaum          | 2 558     |
| US Hostert            | Hostert           | Estadio Jos Becker         | 1 500     |
| FC Jeunesse Canach    | Canach            | Stade Rue de Lenningen     | 1 000     |
| AS Jeunesse d'Esch    | Esch-sur-Alzette  | Stade de la Frontière      | 5 000     |
| UN Käerjéng 97        | Bascharage        | Stade Um Dribbel           | 2 500     |
| FC Mamer 32           | Mamer             | Stade François Trausch     | 2 600     |
| US Mondorf-les-Bains  | Mondorf-les-Bains | Estadio John Grün          | 3 600     |
| FC Progrès Niedercorn | Niederkorn        | Estadio Jos Haupert        | 2 800     |
| Racing FC Union       | Luxemburgo        | Stade Achille Hammerel     | 6 000     |
| FC Rodange 91         | Rodange           | Estadio Joseph Philippart  | 3 400     |
| FC Swift Hesperange   | Hesperange        | Estadio Alphonse Theis     | 3 000     |
| FC UNA Strassen       | Strassen          | Complejo Jean Wirtz        | 2 000     |
| Union Titus Pétange   | Pétange           | Municipal de Pétange       | 2 400     |
| FC Victoria Rosport   | Rosport           | VictoriArena               | 1 000     |

## Clasificación
| Pos. | Equipo              | Pts. | PJ | G | E | P | GF | GC | Dif. | Clasificación y descenso 2026-27      |
| ---- | ------------------- | ---- | -- | - | - | - | -- | -- | ---- | ------------------------------------- |
| 1    | F91 Dudelange       | 9    | 3  | 3 | 0 | 0 | 11 | 5  | +6   | Primera ronda de la Liga de Campeones |
| 2    | Progrès Niedercorn  | 6    | 3  | 2 | 0 | 1 | 8  | 5  | +3   | Primera ronda de la Liga Conferencia  |
| 3    | Mamer 32            | 6    | 2  | 2 | 0 | 0 | 4  | 2  | +2   | Primera ronda de la Liga Conferencia  |
| 4    | Victoria Rosport    | 5    | 3  | 1 | 2 | 0 | 7  | 4  | +3   |                                       |
| 5    | Rodange 91          | 5    | 3  | 1 | 2 | 0 | 3  | 2  | +1   |                                       |
| 6    | Swift Hesperange    | 4    | 3  | 1 | 1 | 1 | 5  | 6  | −1   |                                       |
| 7    | UNA Strassen        | 4    | 3  | 1 | 1 | 1 | 5  | 6  | −1   |                                       |
| 8    | Hostert             | 4    | 3  | 1 | 1 | 1 | 3  | 4  | −1   |                                       |
| 9    | Differdange 03      | 3    | 1  | 1 | 0 | 0 | 1  | 0  | +1   |                                       |
| 10   | Jeunesse Canach     | 3    | 3  | 1 | 0 | 2 | 6  | 6  | 0    |                                       |
| 11   | Mondorf-les-Bains   | 3    | 3  | 1 | 0 | 2 | 2  | 2  | 0    |                                       |
| 12   | Jeunesse d'Esch     | 2    | 3  | 0 | 2 | 1 | 1  | 2  | −1   |                                       |
| 13   | Union Titus Pétange | 2    | 3  | 0 | 2 | 1 | 1  | 3  | −2   | Playoff de relegación                 |
| 14   | Racing Union        | 1    | 2  | 0 | 1 | 1 | 2  | 4  | −2   | Playoff de relegación                 |
| 15   | Käerjéng 97         | 1    | 3  | 0 | 1 | 2 | 3  | 6  | −3   | División de Honor 2026-27             |
| 16   | Atert Bissen        | 1    | 3  | 0 | 1 | 2 | 2  | 5  | −3   | División de Honor 2026-27             |

Actualizado a los partidos jugados el 17 de agosto de 2025.
 Fuente: Soccerway
Criterios de clasificación: • Puntos • Diferencia de goles • Partidos ganados • Puntos directos • Diferencia de gol directa • Goles marcados directos • Play-off.

## Resultados
| Local \ Visitante   | BIS | CAN | D03 | F91 | HOS | JEU | K97 | M32 | MLB | PRO | RAC | R91 | SWI | UNA | UTP | VIC |
| ------------------- | --- | --- | --- | --- | --- | --- | --- | --- | --- | --- | --- | --- | --- | --- | --- | --- |
| Atert Bissen        | —   |     |     |     |     | 0–0 |     |     |     |     |     |     |     |     |     |     |
| Jeunesse Canach     |     | —   |     |     |     |     |     | 2–3 |     |     |     | 1–2 |     |     |     |     |
| Differdange 03      | 1–0 |     | —   |     |     |     |     |     |     |     | Apl |     |     |     |     |     |
| F91 Dudelange       | 4–2 |     |     | —   |     |     |     |     |     | 4–3 |     |     |     |     |     |     |
| Hostert             |     |     |     |     | —   |     |     |     |     |     |     | 0–0 |     |     |     | 1–4 |
| Jeunesse d'Esch     |     |     |     |     |     | —   | 1–1 | 0–1 |     |     |     |     |     |     |     |     |
| Käerjéng 97         |     |     |     | 2–3 |     |     | —   |     |     |     |     |     |     |     |     |     |
| Mamer 32            |     |     | Apl |     |     |     |     | —   |     |     |     |     |     |     |     |     |
| Mondorf-les-Bains   |     |     |     |     |     |     | 2–0 |     | —   |     |     |     |     | 0–1 |     |     |
| Progrès Niedercorn  |     |     |     |     |     |     |     |     | 1–0 | —   |     |     |     |     |     |     |
| Racing Union        |     | 1–3 |     |     |     |     |     |     |     |     | —   |     |     |     |     |     |
| Rodange 91          |     |     |     |     |     |     |     |     |     |     | 1–1 | —   |     |     |     |     |
| Swift Hesperange    |     |     |     |     |     |     |     |     |     | 1–4 |     |     | —   |     | 0–0 |     |
| UNA Strassen        |     |     |     |     |     |     |     |     |     |     |     |     | 2–4 | —   |     |     |
| Union Titus Pétange |     |     |     |     | 0–2 |     |     |     |     |     |     |     |     |     | —   | 1–1 |
| Victoria Rosport    |     |     |     |     |     |     |     |     |     |     |     |     |     | 2–2 |     | —   |